# At Dawn
At Dawn è un cortometraggio muto del 1914 diretto da Donald Crisp. Prodotto dalla Majestic Motion Picture Company e distribuito dalla Mutual, il film uscì in sala il 15 dicembre 1914.

## Produzione
Il film fu prodotto dalla Majestic Motion Picture Company.

## Distribuzione
Distribuito dalla Mutual Film, uscì nelle sale cinematografiche USA il 15 dicembre 1914. Copia della pellicola viene conservata dalla Film Preservation Associates (Blackhawk Films collection).
Nel 2006, la Grapevine Video l'ha inserito in un'antologia DVD di cortometraggi muti.